# Raionul Busk, Liov
Busk (în ucraineană Буський район, transliterat: Buskîi raion) este un raion în regiunea Liov, Ucraina. Reședința sa este orașul Busk.

## Demografie
Componența lingvistică a raionului Busk
     Ucraineană (99,36%)
     Alte limbi (0,54%)
Conform recensământului din 2001, majoritatea populației raionului Busk era vorbitoare de ucraineană (99,36%), existând în minoritate și vorbitori de alte limbi.